# ホープス&フィアーズ
「ホープス&フィアーズ」(Hopes & Fears)は、イギリスのシンガーソングライター、ウィル・ヤングの楽曲。2009年のベスト・アルバム『ザ・ヒッツ』のための新曲として録音され、アルバム発売の1週前にヤングにとって通算15枚目のシングルとしてもリリースされた。

## 収録曲（デジタル・ダウンロード）
1. ホープス&フィアーズ
2. ラヴ・イズ・ア・マター・オブ・ディスタンス（ライヴ）
3. ヴェリー・カインド（ライヴ）